# LEO 1

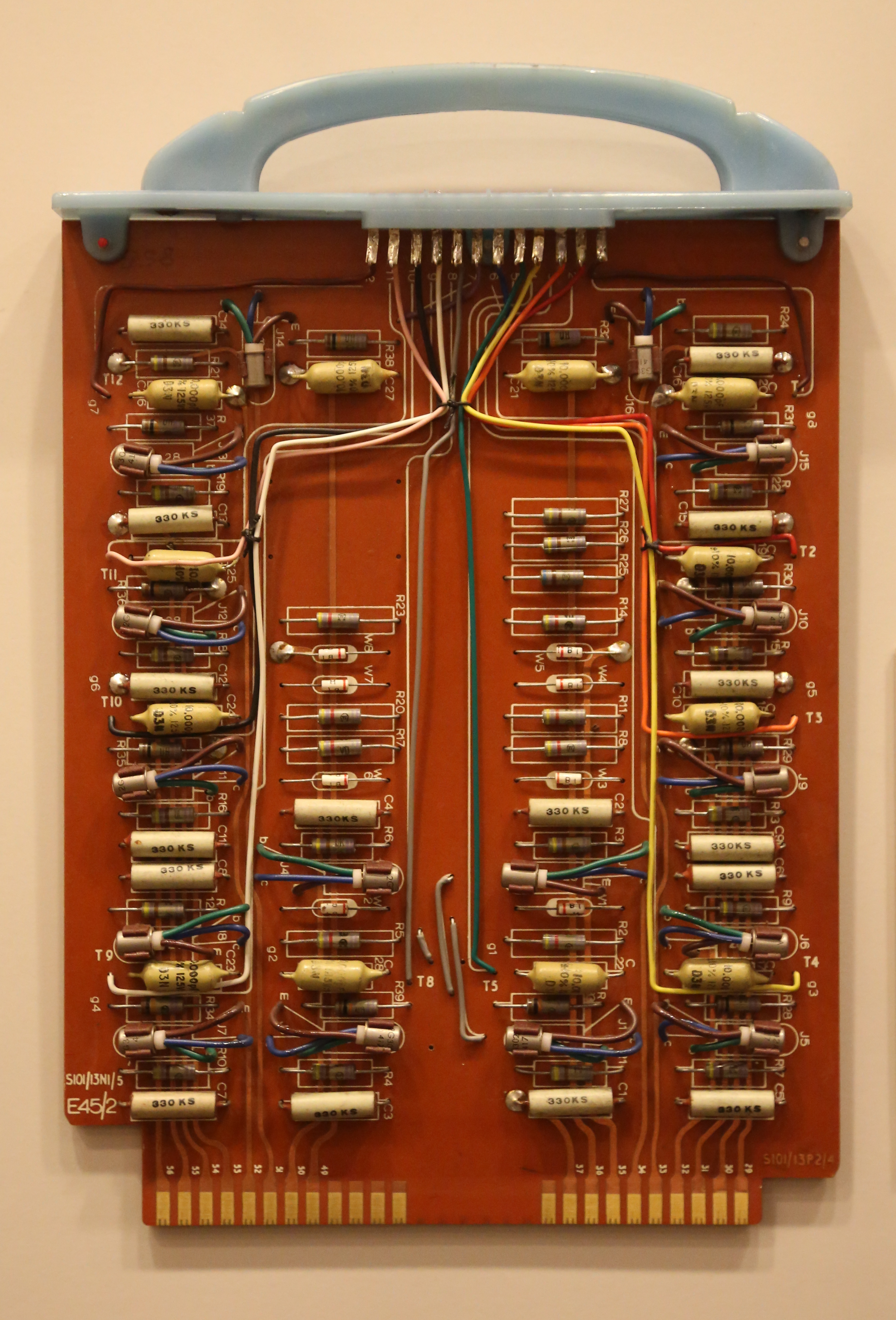
Foto einer LEO III Computerplatine

LEO (Lyons Electronic Office) I war einer der ersten Röhrencomputer mit Von-Neumann-Architektur. Dieser basiert stark auf dem EDSAC, welcher 1949 fertiggestellt wurde und der erste Computer mit Von-Neumann-Architektur ist.

## Geschichte
LEO I zwischen 1949 und 1951 von J. Lyons & Co. Ltd. entwickelt und stand in der Cadby Hall, was ein Büro der entwickelnden Firma war. Diese wendete den Computer später für die Berechnungen von Statistiken derer Teeläden und Filialen sowie Lohn- und Gehaltsabrechnungen an. Der Nachfolger des LEO I ist der LEO II (erste Installation im Mai 1957), auf welchen zunächst der LEO III (erste Installation 1962) folgt.
Maßgeblich an der Entwicklung des LEO I waren John Pinkerton als Chef Ingenieur, Ernest Kaye, Ernest Lenaerts und David Caminer, alle als Teil des Konstruktions-Teams beteiligt.

## Hardware
LEO I bestand aus einer Einrichtung um für den Menschen lesbaren Text in 5 Reihige Lochkarten zu stanzen. Diese konnten dann in einen der drei Eingänge eingegeben werden. Die Lochkarten wurden dabei ausgelesen, verarbeitet und konnten über einen Drucker oder Lochkartenlocher ausgegeben werden.
Der Rechner hatte eingebaute Verzögerungsleitungen in Form von Röhren, welche jeweils 17 Bit Laufzeitspeicher hatten. Insgesamt kam man so auf 2 kB.